# (4778) Fuss
Pour les articles homonymes, voir Fuss.
(4778) Fuss est un astéroïde de la ceinture principale.

## Description
(4778) Fuss est un astéroïde de la ceinture principale. Il fut découvert le 9 octobre 1978 à Naoutchnyï par Lioudmila Jouravliova. Il présente une orbite caractérisée par un demi-grand axe de 3,16 UA, une excentricité de 0,18 et une inclinaison de 1,6° par rapport à l'écliptique.

## Compléments